# Karla Lindholm Jensen
Karla Lindholm Jensen (født 7. maj 1908, død 10. december 2020) var en dansk kvinde, som fra november 2019 til sin død var den længstlevende dansker bosiddende i Danmark nogensinde.
Lindholm Jensen boede hele sit liv i Herning og arbejdede gennem næste fire årtier hos Jydsk Telefon, før hun sammen med sin mand etablerede egen vin- og tobaksforretning.
Hun medvirkede i 2019 i DR's program I Danmark er jeg født.
I 1975 mistede hun sin mand, og i 2005 sin datter.